# Jan Zdenek Bartos
Jan Zdenek Bartos (født 4. juni 1908 i Dvůr Králové nad Labem - død 1. juni 1981 i Prag, Tjekkiet) var en tjekkisk komponist, violinist og lærer.
Bartos studerede komposition på Musikkonservatoriet i Prag hos Otakar Sin og Jaroslav Kricka. Han har skrevet 7 symfonier, orkesterværker, kammermusik, operaer, balletmusik, korværker, vokalmusik, instrumentalværker etc.
Bartos var senere lærer i komposition og violin på Musikkonservatoriet i Prag, og spillede i flere professionelle ensembler i Prag.

## Udvalgte værker
- Symfoni nr. 1 (1949-52) - for orkester
- Symfoni nr. 2 (1956-57) - for kammerorkester
- Symfoni nr. 3 "Legetøj" (1964-65) - for strygerorkester
- Symfoni nr. 4 "Koncertante" (1968) - for obo d'Amore og strygere
- Symfoni nr. 5 (1973-74) - for blæserorkester
- Symfoni nr. 6 (1977) - for blæserkvartet og strygere
- Symfoni nr. 7 "Lille symfoni" (1978) - for orkester
- Violinkoncert (1972) - for violin og strygerorkester